# Hypnerotomachia Poliphili
L'Hypnerotomachia Poliphili, letteralmente Combattimento amoroso di Polifilo in sogno, è un romanzo allegorico, stampato a Venezia da Aldo Manuzio il Vecchio nel dicembre 1499, con 169 illustrazioni xilografiche.
Il testo è stato attribuito a diversi autori (tra cui, oltre allo stesso tipografo Aldo Manuzio, a Leon Battista Alberti, a Giovanni Pico della Mirandola e a Lorenzo de Medici). Un acrostico contenuto nel testo però, formato dalle iniziali dei 38 capitoli, indicherebbe l'autore dell'opera in un Francesco Colonna, secondo alcuni il frate domenicano dei Santi Giovanni e Paolo, secondo altri il principe romano, dal 1484 signore di Palestrina, forse "frater" dell'Accademia di Pomponio Leto.
Il racconto descrive un sogno erotico del suo protagonista, Polifilo. Si tratta di un viaggio iniziatico che ha per tema centrale la ricerca della donna amata, metafora di una trasformazione interiore alla ricerca dell'amore platonico. Il viaggio iniziatico richiama alla mente quello di un altro grande romanzo dell'antichità, le Metamorfosi di Apuleio.
Il libro è arricchito da 169 splendide xilografie, in gran parte ispirate all'idea di giardino rinascimentale.

## Storia
L'opera è anonima, ma la prima lettera di ogni capitolo, decorata in modo elaborato, forma un acrostico: POLIAM FRATER FRANCISCVS COLVMNA PERAMAVIT ("frate Francesco Colonna amò intensamente Polia"). Molti studiosi però lo identificano con un Francesco Colonna, ricco governatore romano. Altri hanno attribuito il libro a Leon Battista Alberti, o a Lorenzo de Medici, o ad Aldo Manuzio stesso. Si sa ancora meno circa l'autore delle illustrazioni, ma i contemporanei ritenevano che fosse Benedetto Bordon; taluni le attribuiscono addirittura ad Andrea Mantegna. 
Il tema trattato dal libro si colloca nella tradizione del romanzo cavalleresco, secondo le convenzioni dell'amor cortese, un tema caro anche agli aristocratici del Quattrocento.
La storia del libro si svolge nel 1467 e consiste di preziose ed elaborate descrizioni di scene, il cui protagonista è Polifilo ("amante di molte cose", dal greco polú, "molto", + philos, "amico, amante"), che vaga in una sorta di paesaggio onirico bucolico-classico in cerca della sua amata, Polia (in greco "molte cose"). 
Il testo del libro è scritto in una lingua volutamente difficile detta polifilesco, un misto di italiano e latino, ricco di parole coniate da radici greche e latine, oltre a termini ebraici e arabi presenti nelle illustrazioni. Il libro contiene anche alcuni geroglifici egiziani, naturalmente con un significato idealizzato e non filologico, non essendo quel tipo di scrittura ancora decifrato, all'epoca. Lo stile dell'autore è elaborato, descrittivo e caratterizzato da un ampio uso di superlativi.

## Trama

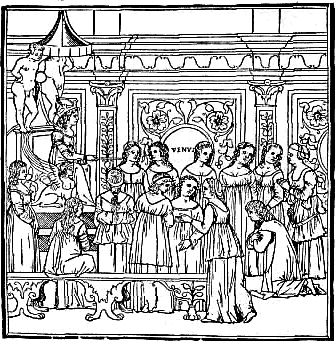
Polifilo si inginocchia di fronte alla regina Eleuterilida

Il libro comincia con Polifilo (letteralmente «colui che ama la Moltitudine») insonne, perché la sua amata, Polia (letteralmente «Moltitudine»), si è allontanata da lui. Polifilo viene trasportato in una foresta selvaggia, dove si perde, incontra draghi, lupi, fanciulle e meravigliose architetture, poi fugge e si riaddormenta. 
Quindi si sveglia in un secondo sogno, sognato all'interno del primo, durante il quale alcune ninfe lo conducono dalla loro regina e lì gli chiedono di dichiarare il suo amore per Polia. Polifilo dichiara il suo amore e poi due ninfe lo conducono davanti a tre porte. Polifilo sceglie la terza e lì scopre la sua amata. I due sono condotti da altre ninfe in un tempio per la cerimonia del fidanzamento. Lungo la strada passano attraverso cinque processioni trionfali, che celebrano l'unione degli amanti. Successivamente Polifilo e Polia sono trasportati all'isola di Citèra su un'imbarcazione, il cui nocchiero è Cupido; lì vedono un'altra processione trionfale che celebra la loro unione. La narrazione è ininterrotta, ma a questo punto si inserisce una seconda voce, Polia che descrive l'erotomachia dal suo punto di vista.
Poi Polifilo riprende la narrazione. Polia respinge Polifilo, ma Cupido le appare in sogno e la costringe a tornare da Polifilo, svenuto come morto ai suoi piedi, e a riportarlo in vita con un bacio. Venere benedice il loro amore e gli amanti finalmente sono uniti. Quando Polifilo sta per prendere Polia tra le sue braccia, Polia si dissolve nell'aria e Polifilo si sveglia.

## Arte tipografica

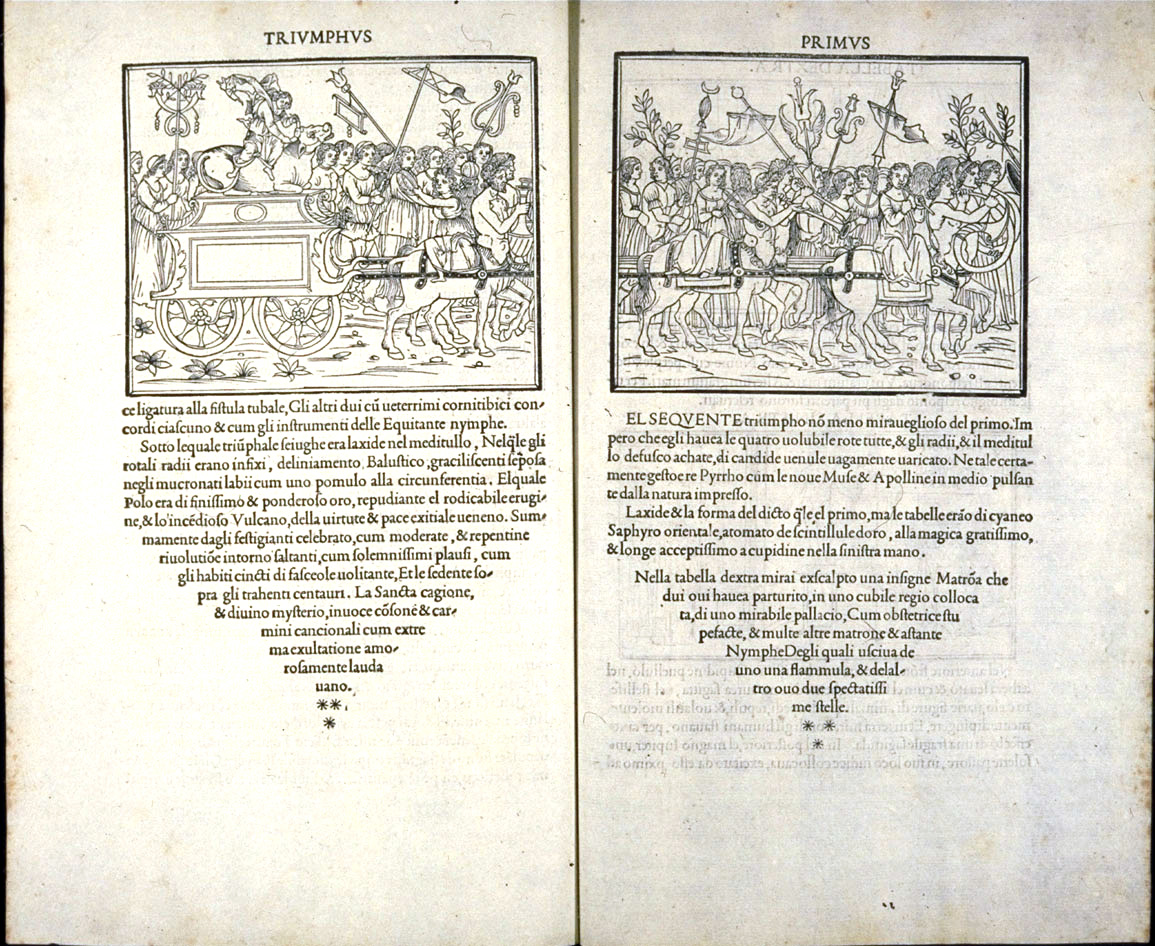
Illustrazioni dell'edizione originale

L'edizione originale dell'Hypnerotomachia Poliphili del 1499 è da molti ritenuta il capolavoro tipografico di Aldo Manuzio, se non il più bel libro nella storia della stampa.
È infatti celebre per la qualità e la nitidezza tipografica, ottenuta con l'utilizzo di un carattere romano appositamente inciso da Francesco Griffo, una notevole evoluzione di quello usato nel febbraio del 1496 per il De Aetna di Pietro Bembo (per questo il carattere fu chiamato Bembo da Stanley Morison, che lo riutilizzò nel 1929). È illustrata con 170 splendide xilografie, che mostrano in elaborate scene le strutture architettoniche e i personaggi che Polifilo incontra nei suoi sogni. Le illustrazioni sono forse la parte migliore del libro, con uno stile grafico di delicata ispirazione classica, che è insieme semplice e ornato, in perfetta armonia con i caratteri tipografici usati nel testo.
Lo psicoanalista Carl Gustav Jung ammirava il libro, ritenendo che le immagini oniriche preannunciassero la sua teoria degli archetipi. Lo stile delle illustrazioni xilografiche ebbe una grande influenza sugli illustratori inglesi del tardo XIX secolo, come Aubrey Beardsley, Walter Crane e Robert Anning Bell.

## Edizioni
- Hypnerotomachia Poliphili, ubi humana omnia non nisi somnium esse docet. Atque obiter plurima scitu sane quam digna commemorat, Venetiis, in aedibus Aldi Manutii, mense decembri 1499 (prima edizione) (anche on line, copia digitalizzata dal Posner Center dell'Università Carnegie Mellon di Pittsburgh).
- La hypnerotomachia di Poliphilo, cioè pugna d'amore in sogno. Dov'egli mostra, che tutte le cose humane non sono altro che sogno & dove narra moltr'altre cose degne di cognitione, In Vinegia, in casa de figliuoli di Aldo, 1545.

### Riedizioni moderne
- Poliphili hypnerotomachia, ubi humana omnia non nisi somnium esse ostendit, atque plurima scitu sane quam digna commemorat, London, Methuen e Co., 1904 (ristampa anastatica della prima edizione).
- Francesco Colonna, Hypnerotomachia Poliphili, Edizione critica e commento a cura di Giovanni Pozzi e Lucia A. Ciapponi, 2 voll., Padova, Antenore, 1964.
- Francesco Colonna, Hypnerotomachia Poliphili, a cura di Marco Ariani e Mino Gabriele, vol. I: Riproduzione dell'edizione aldina del 1499, Milano, Adelphi, 1998.

### Traduzioni moderne
- Francesco Colonna, Hypnerotomachia Poliphili, a cura di Marco Ariani e Mino Gabriele, vol. II: Introduzione, traduzione e commento, Milano, Adelphi, 1998.
- Francesco Colonna, Sueño de Polífilo, traduccíon literal y directa del original aldino, introduccíon, comentarios y notas de Pilar Pedraza, Valencia, Colegio oficial de aparejadores y arquitectos técnicos, 1981; poi Barcelona, El Acantilado, 1999 (traduzione in spagnolo, con commento).
- Joscelyn Godwin, Francesco Colonna, Hypnerotomachia Poliphili, The Strife of Love in a Dream, (in inglese) Thames & Hudson, 1999.
- Ike Cialona, De droom van Poliphilus (Hypnerotomachia Poliphili), (in olandese, con commento) Athenaeum – Polak & Van Gennep, 2006.
- Thomas Reiser, Francesco Colonna: Hypnerotomachia Poliphili, Interlinearkommentarfassung, (in tedesco, con commento), Theon Lykos, 2014.
- Anna Klimkiewicz, Hypnerotomachia Poliphili Francesca Colonny (traduzione in polacco dei capitoli I, II,III i IV), Wydawnictwo Uniwersytetu Jagiellońskiego, 2015.

## Riferimenti in altri lavori
Il protagonista de La misteriosa fiamma della regina Loana di Umberto Eco discute la propria tesi di laurea sulla Hypnerotomachia. Il testo ha dato spunto a romanzi come Il codice del quattro di Ian Caldwell e Dustin Thomason (2004). Viene anche menzionato nel romanzo Il Club Dumas di Arturo Perez-Reverte e nella prima scena del film da esso tratto, La nona porta di Roman Polański (1999). Viene più volte citato ne Il principe dei gigli, romanzo del 2005 di Hans Tuzzi. Ampie citazioni anche in Gun Island di Amitav Ghosh (2019, ed. italiana L'isola dei Fucili, 2019).